# Liste der denkmalgeschützten Objekte in Ungenach
Die Liste der denkmalgeschützten Objekte in Ungenach enthält die denkmalgeschützten, unbeweglichen Objekte der Gemeinde Ungenach.

## Denkmäler
| Foto |                 | Denkmal                                                                    | Standort                         | Beschreibung | Metadaten |
| ---- | --------------- | -------------------------------------------------------------------------- | -------------------------------- | --- | --- |
| ja   | Datei hochladen | Kath. Pfarrkirche hl. Lorenz und Friedhof HERIS-ID: 38757 Objekt-ID: 38354 | Ungenach Standort KG: Ungenach   | Eine zweischiffige Kirche mit einem Chor aus dem 16. Jahrhundert und neugotischer Einrichtung. In der Kirche befinden sich barocke Statuen, die Thomas Schwanthaler zugeschrieben werden. | BDA-Hist.: Q25448366 Status: § 2a Stand der BDA-Liste: 2025-06-30 Name: Kath. Pfarrkirche hl. Lorenz und Friedhof GstNr.: 964/2 Pfarrkirche hl. Lorenz, Ungenach |
| ja   | Datei hochladen | Pfarrhof HERIS-ID: 67255 Objekt-ID: 80206                                  | Ungenach 1 Standort KG: Ungenach | | BDA-Hist.: Q38116179 Status: § 2a Stand der BDA-Liste: 2025-06-30 Name: Pfarrhof GstNr.: 980                                                                     |